# 布鲁斯·卡梅伦
布鲁斯·卡梅伦（英語：Bruce Cameron，1941年或1942年—），新西兰男子举重运动员。他曾代表新西兰参加1966年、1970年和1974年英联邦运动会举重比赛，获得二枚铜牌，均来自男子67.5公斤级项目。